# ウェザーヘッド東アジア研究所
ウェザーヘッド東アジア研究所 (WEAI: The Weatherhead East Asian Institute)は、米国のコロンビア大学で1949年に近現代アジア全域の地域研究を目的として国際公共政策大学院内に設立された研究所。「コロンビア大学東アジア研究所」とも呼ばれる。大学に付属する地域研究の拠点としてはつねに全米トップ5位以内にランクされる。
同研究所は1960年代にコロンビア大学が東アジア研究の強化を大学の目標に掲げてから教員数が増員され、2003年には研究所発展に貢献した研究者ロバート・ウェザーヘッドの名前を冠して現在の名称に改名された。
2018年現在、50人超の専任教員のほか世界各国の研究機関・企業からトップクラスの研究者が客員研究員として滞在している。設立当初から学際的な活動に特徴があるとされ、専任教員・客員研究員の研究対象はアジア地域の文学や歴史にとどまらず、米国の金融経済からメディア論や映画史まで多岐にわたっている。また各国一般企業からの派遣研修を受け入れるプログラムを設けている。
現在の所属教員は、チャール・アームストロング（en: Charles K. Armstrong　朝鮮半島研究）、ジェラルド・カーティス（日本政治研究）、キャロル・グラック（日本近現代史）、ハルオ・シラネ（中世日本文学）、伊藤隆敏（経済学）、ダンカン・マクガーロ（en: Duncan McCargo 政治理論）、アンドリュー・ネイサン（en: Andrew J. Nathan　中国政治史）、マドレーヌ・ツェリン（en: Madeleine Zelin 中国法制史）、ミロン・コーエン (Myron Cohen 人類学) 、ジョナサン・レイノルズ（Jonathan M. Reynolds　表象文化論）など。